# Willi Lippens
Willi „Ente“ Lippens (* 10. November 1945 als Wilhelm Lippens in Hau, heute zu Bedburg-Hau, Deutschland) ist ein ehemaliger deutsch-niederländischer Fußballspieler.

## Leben und Karriere

### Familie und Kindheit
Wilhelm Lippens wuchs im niederrheinischen Kleve als Sohn einer deutschen Mutter und eines Niederländers auf. Der Vater war Gemüsebauer. Die fünfköpfige Familie lebte in bescheidenen Verhältnissen.

### Karriere im Verein
Lippens war ein klassischer linker Flügelstürmer mit herausragenden Qualitäten beim Dribbling.
Er begann seine Karriere beim VfB Kleve. Von 1965 bis 1976 sowie 1979 bis 1981 spielte Lippens für Rot-Weiss Essen. Im Sommer 1976 wechselte er zum Ruhrgebietsnachbarn Borussia Dortmund, für den er bis April 1979 aktiv war. Nach dem Gastspiel beim US-amerikanischen Club Dallas Tornado kehrte Lippens Ende 1979 zu Rot-Weiss Essen in die 2. Bundesliga Nord zurück und spielte dort bis 1981.
Lippens absolvierte insgesamt 242 Bundesliga-Spiele und erzielte 92 Tore. Noch immer ist er mit 172 Bundesligaspielen und 79 Toren sowohl Rekordspieler als auch Rekordtorschütze der Essener.
Anlässlich seines 70. Geburtstags beantragte Rot-Weiss Essen für ihn beim WFLV eine Spielberechtigung für die Lizenzmannschaft und erhielt diese ab 10. Dezember 2015 auch. Rein formal war Lippens damit in der Saison 2015/16 für die Erste Mannschaft einsatzberechtigt. Er erhielt die Rückennummer 70. Der Vereinsvorsitzende Michael Welling stellte ein „Comeback“ in Form eines Kurzeinsatzes in Aussicht, wenn die Situation dies erlaube. Allerdings war die Tabellensituation zum Saisonende für Rot-Weiss Essen so prekär, dass es doch nicht zu einem Einsatz von Lippens kam.

### Karriere in der Nationalmannschaft

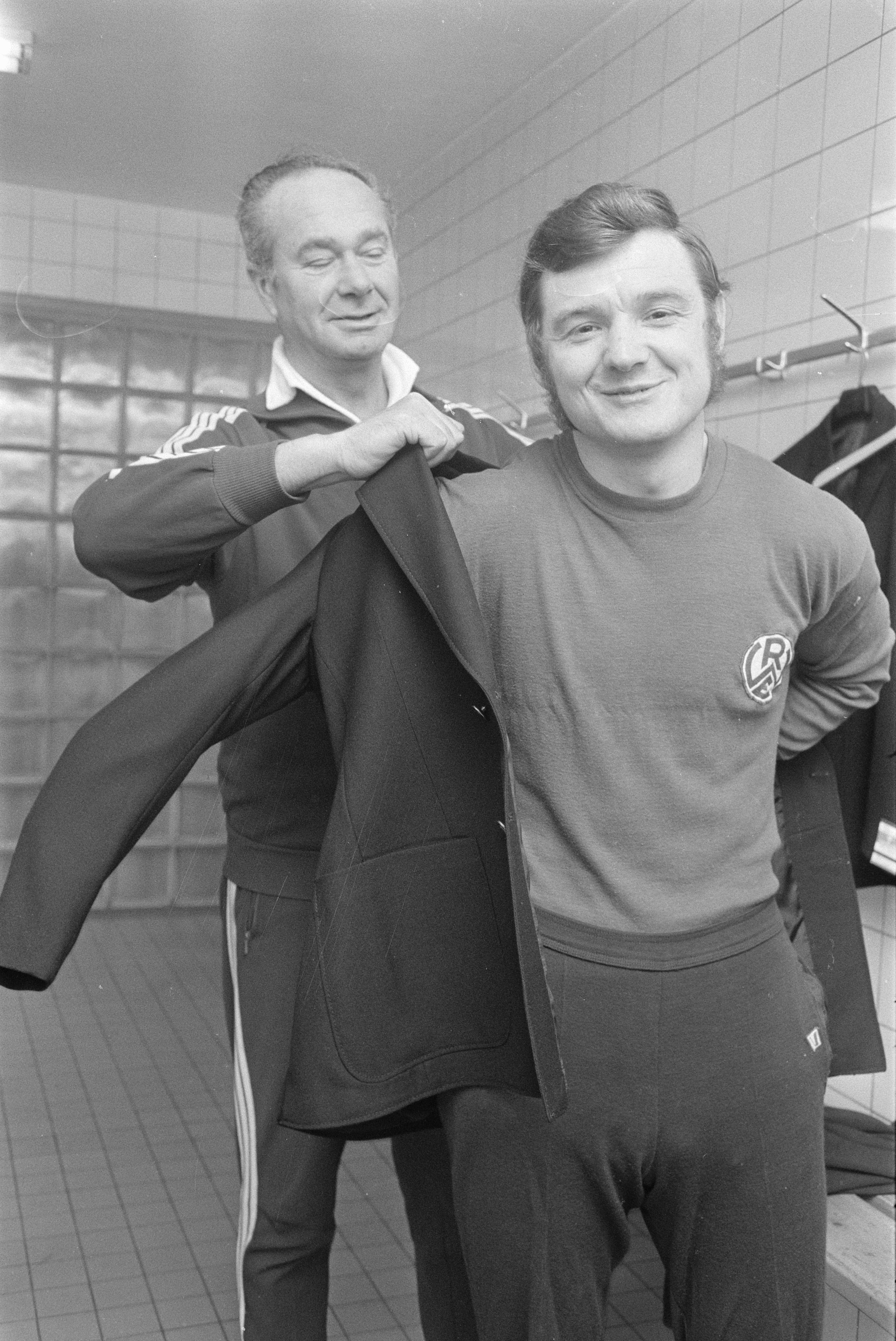
Fadrhonc hilft Lippens in einen neuen Nationalmannschaftsanzug (1971)

Der Bondscoach František Fadrhonc lud ihn 1971 zur niederländischen Nationalmannschaft ein. Lippens debütierte am 24. Februar in Rotterdam beim 6:0-Sieg im Qualifikationsspiel für die Europameisterschaft 1972 gegen die Auswahl Luxemburgs. In seinem einzigen Länderspiel trug er mit einem Tor zum Ergebnis bei. Dennoch konnte man sein Debüt als nicht erfolgreich bezeichnen: Er wurde von den übrigen Niederländern fast nicht angespielt. Bezeichnend für das schlechte Verhältnis zwischen Lippens und dem Rest der Mannschaft war ein Vorfall auf dem Weg zum Spiel, als im Spielerbus ein deutscher Sender mit Schlagermusik lief. Lippens’ Mannschaftskamerad Rinus Israël reagierte darauf mit „Ich kann diesen Scheiß-Nazi-Sender nicht leiden!“ Auch Willem van Hanegem trug seinen Teil dazu bei, er sprach Lippens immer mit „Donald Duck“ an.
Lippens, der sich stets als Deutscher gefühlt hatte, hätte gerne für die deutsche Nationalmannschaft gespielt, wurde auch von Bundestrainer Helmut Schön für einen Einsatz favorisiert, aber die Deutschfeindlichkeit seines niederländischen Vaters, der im Zweiten Weltkrieg Opfer der Nationalsozialisten gewesen war, verhinderte einen Einsatz für die DFB-Auswahl. Lippens äußerte sich über die diesbezügliche Einstellung seines Vaters folgendermaßen: „Er hat mir gesagt, dann bräuchte ich nicht mehr nach Hause kommen“. Lippens beugte sich schließlich dem Willen seines Vaters. Erst kurz vor seinem Tode sah der Vater ein, dass es ein Fehler gewesen war.
Seiner Nichtnominierung für den niederländischen Kader zur WM 1974 widmete Lippens aber noch einen unmissverständlichen Kommentar: „Mit mir wäre 1974 Holland und damit nur ein Deutscher Weltmeister geworden!“

### Karriere als Trainer
1998 war Lippens kurzzeitig Trainer von Rot-Weiss Essen, konnte den Abstieg in die viertklassige Oberliga Nordrhein aber nicht mehr verhindern.

## Trivia
- Seinen Spitznamen „Ente“ verdankte er seinem charakteristischen Laufstil, der an den Watschelgang einer Ente erinnerte.[10]
- Willi Lippens gilt als „Original“, das nie um einen guten Spruch verlegen ist. Als er 1965 in einem Regionalliga-Spiel bei Westfalia Herne auf eine Verwarnung und den darauf folgenden Kommentar des Schiedsrichters „Herr Lippens, ich verwarne Ihnen“ [sic] mit den Worten antwortete: „Herr Schiedsrichter, ich danke Sie“, wurde er prompt des Feldes verwiesen und erhielt anschließend eine vierzehntägige Sperre wegen respektlosen Verhaltens.[10]
- Nach seiner Fußballkarriere eröffnete Lippens in Bottrop ein Restaurant und nannte dieses in Bezugnahme auf sein berühmt gewordenes Zitat „Ich danke Sie“.[10]
- Vor einem Gastspiel von Bayern München in Essen soll Lippens, wie Münchens Torwart Sepp Maier berichtete, den Vorschlag gemacht haben, Maier solle bei einem Abschlag der Bayern zur Belustigung der Zuschauer den Ball auf Lippens spielen, er spiele diesen dann auch wieder zurück. Darauf habe er, Maier, sich jedoch nicht eingelassen.
- Mit der Begründung, er wolle endlich mal ein Kopfballtor erzielen, soll er den Ball einmal im Handstand über die Linie befördert haben.[10] Und zwar in einem Jugendspiel, dessen Schiedsrichter der spätere FDP-Vorsitzende und Bundeswirtschaftsminister Möllemann war.[11]
- In einem Fernsehporträt, beim erfolglosen Angeln in der Ruhr: „Die Fische sind grade alle in Bottrop, zu einer Beerdigung. Da ist ein Hecht gestorben.“
- Am 26. September 1970 traten Lippens und der brasilianische Fußballstar Pelé im Aktuellen Sportstudio beim Torwandschießen gegeneinander an, das Lippens mit 2:1 für sich entscheiden konnte.[12]
- 2002 untersuchte eine Feature-Reihe des WDR-Fernsehens, wie Prominente mit dem gleichen Vornamen vom jeweiligen Zeitgeist geprägt wurden oder ihn repräsentierten. In der Folge „Willy und Willi“ wurde Lippens mit Willy Brandt verglichen („beide kamen von links“).

## Statistik
Für Rot-Weiss Essen:
- 155 Regionalligaspiele / 107 Tore (1965–1966, 1967–1969, 1971–1973)
- 172 1. Bundesligaspiele / 79 Tore (1966–1967, 1969–1971, 1973–1976)
- 67 Spiele in der 2. Bundesliga-Nord / 23 Tore (1979–1981)

Für Borussia Dortmund:
- 70 1. Bundesligaspiele / 13 Tore (1976–1979)